# هواوی پی۴۰
هواوی پی۴۰، هواوی پی۴۰ پرو و هواوی پی۴۰ پرو پلاس تلفن‌های هوشمند لوکس مبتنی بر اندروید از سری پی هواوی هستند که توسط هواوی تولید شده‌اند. این گوشی‌ها در ۲۶ مارس ۲۰۲۰ به‌عنوان جانشین هواوی پی۳۰ عرضه شدند.

## بازخوردها
هواوی پی۴۰ پرو توانست در بخش عکاسی امتیاز ۱۴۰ و در بخش فیلم‌برداری امتیاز ۱۰۵ دکسومارک را از آن خود کند.